# Unserer Lieben Frau (Tussenhausen)
Die römisch-katholische Kapelle Unserer Lieben Frau befindet sich im oberschwäbischen Tussenhausen im Landkreis Unterallgäu in Bayern. Die Kapelle steht unter Denkmalschutz.

## Lage
Die Kapelle steht im südwestlichen Ortsrand und ist von dem neuen Friedhof umgeben. Nördlich führt die Kreisstraße MN 6 vorbei, im Osten und Süden befindet sich Wohnbebauung. Im Westen befinden sich mehrere landwirtschaftliche Höfe.

## Geschichte
Die erste Kapelle an dieser Stelle von 1657 wurde in den Jahren 1708/1709 durch das vorhandene Gebäude ersetzt. Dieser Neubau wurde im Jahr 1713 eingeweiht. In den Jahren ab 1807 bis 1813 war die Kapelle profaniert und wurde als Lagerraum genutzt. Die Kapelle wurde zum zweiten Mal 1814 eingeweiht.
An der Stelle der Kapelle soll sich der Ort der Entdeckung des Ottobeurer Reliquienraubes 1435 befunden haben.

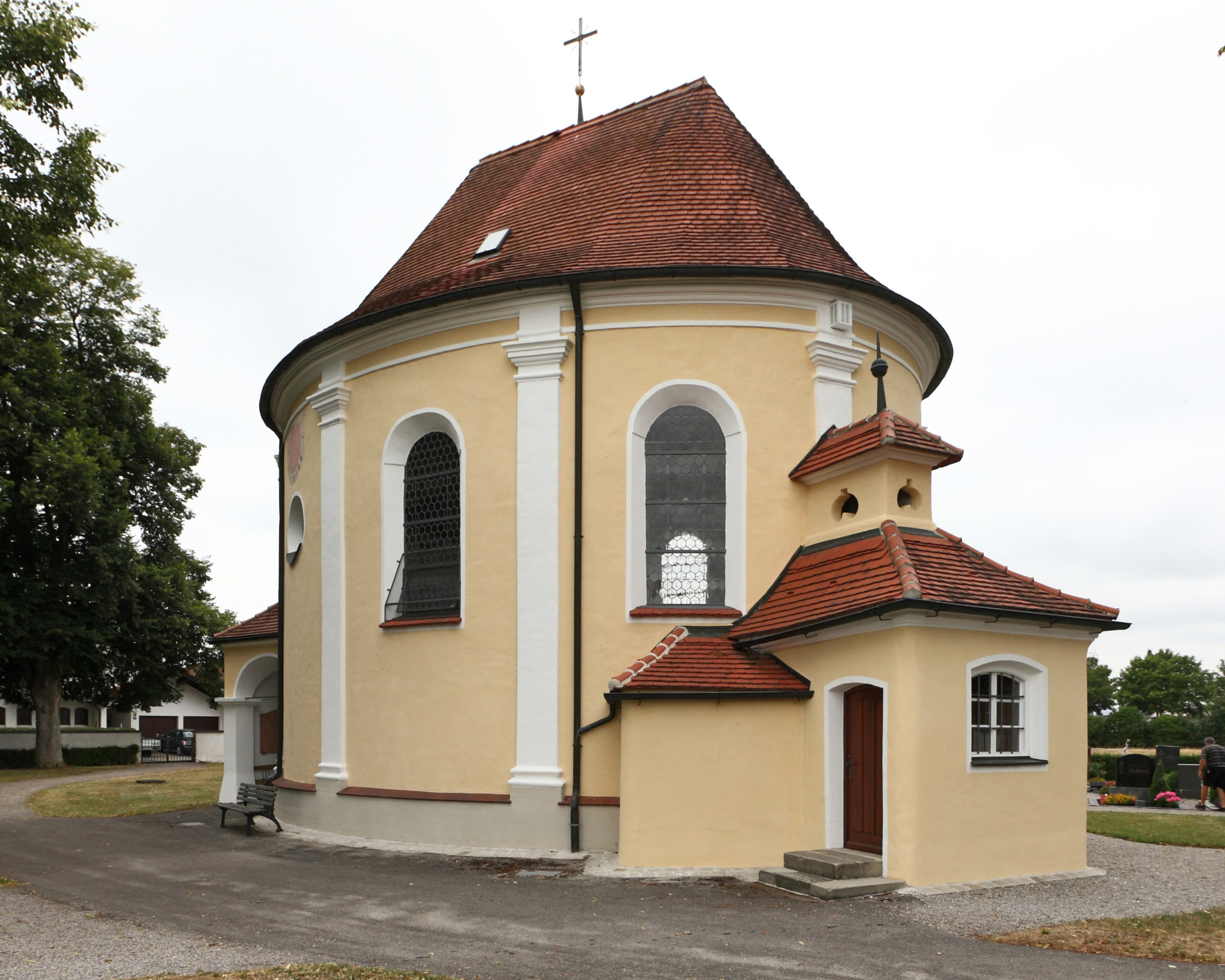
Ansicht von Nordwesten mit Sakristeianbau und darüber Laterne für die Glocke

## Baubeschreibung
Die Kapelle ist ein nach Norden gerichteter Zentralbau. Sie verfügt über einen längsovalen Grundriss und ist sowohl innen wie außen mit Pilastern gegliedert. Im Inneren befindet sich ein flaches Kuppelgewölbe mit Stichkappen. Die Sakristei befindet sich im Nordosten. Darüber ist ein kleines rechteckiges Glockenhaus. Im Glockenhaus befinden sich geschwungene Schalllöcher.

## Innenausstattung

### Stuck
Der Stuck in der Kirche wurde wohl 1709 von dem der Wessobrunner Schule angehörigen Stuckateur Matthias Stiller geschaffen. In der Gewölbemitte findet sich ein längs ovaler Profilrahmen. Von diesem strahlen in die Zwickel gehängeähnliche Akanthuskartuschen mit Fruchtbündeln am Ende aus. An den Schildbögen befinden sich Blattstäbe. Um die Fenster befinden sich flache Profilrahmen mit Blattstäben. Voluten mit herabhängenden Fruchtbündeln befinden sich neben den Kämpfern. Die Pilasterkapitelle wurden korinthisch gestaltet. An den Gebälkstücken befinden sich Blattstäbe. Ein Stuckring wurde an der Unterseite der unteren Empore angebracht. An der Brüstung der Empore sind drei Felder mit Blattstäben zu sehen.
Dem Rokoko gehören die um 1777 geschaffenen Stuckelemente an. Zu diesen gehören die Emporenbrüstungen mit je drei rechteckigen, profilgerahmten Gemäldefeldern, wobei die der unteren Empore innerhalb der älteren Felder liegen. Oben und unten finden sich jeweils in der Mitte des Rahmens Blattornamente. An der unteren Brüstung ist unten in der Mitte eine Kartusche angebracht. Im Bogenfeld der Sakristeitür ist eine Rocaillekartusche mit einem Marienmonogramm zu sehen.

### Fresken

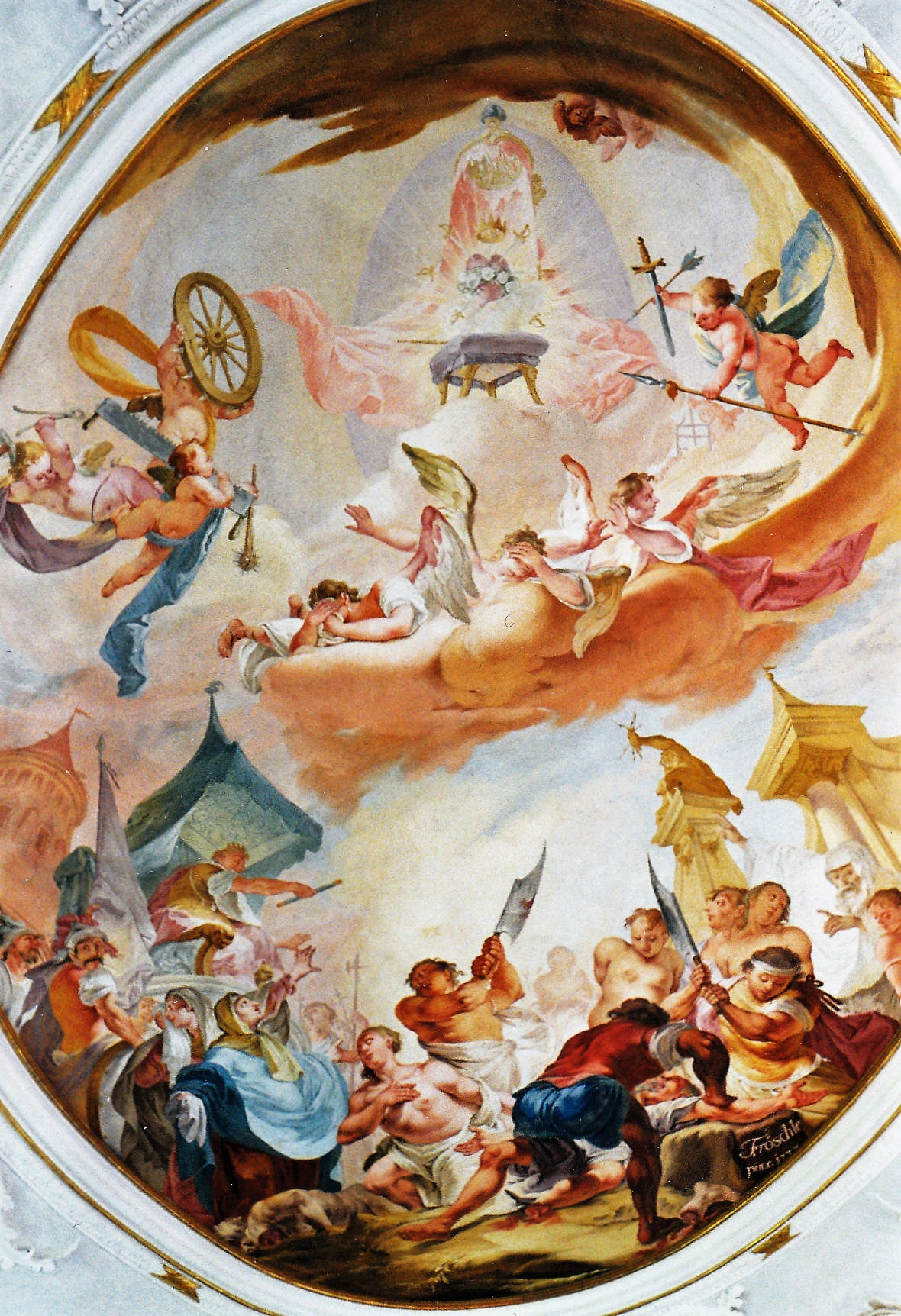
Deckenfresko mit dem Martyrium der heiligen Felicitas und ihrer sieben Söhne

Die Fresken der Kirche stammen aus dem Jahre 1777 und wurden von Jakob Fröschle aus Krumbach in Schwaben geschaffen. Im längsovalen Mittelfeld der Decke ist der Martertod der Felicitas und ihrer sieben Söhne zu sehen. Die Darstellung zeigt die Verurteilung durch den Präfekt Publius. Darüber ist der Himmelsthron mit Engeln und den Marterinstrumenten abgebildet. Es ist mit Fröschle pinx. 1777 bezeichnet. In den Stichkappen befinden sich Szenen aus dem Leben Jesu in gemalten Profilrahmen mit Rocaillen. Über dem Altar ist der Abschied Jesu von seiner Mutter und den Frauen zu sehen. Südlich davon finden sich die Kreuztragung, der Kalvarienberg und die Grablegung Christi. Über der Empore findet sich ein leeres Feld, das ursprünglich die Geburt Christi gezeigt haben könnte. Nördlich davon finden sich die Beschneidung Christi, die Flucht nach Ägypten und der Verlust des 12-jährigen Jesus im Tempel.
An der unteren Emporenbrüstung finden sich von Norden nach Süden die Bildszenen mit dem Martyrium der heiligen Agatha und dem Martyrium eines heiligen Bischofs auf einem Rost mit Nägeln, der mit Keulen erschlagen wird. Es könnte sich hierbei um den heiligen Vincenz handeln. Das südlichste Bild zeigt das Martyrium des heiligen Sebastian. An der oberen Empore finden sich im Norden das Martyrium des heiligen Stephanus, in der Mitte die heilige Thekla im Zwinger mit wilden Tieren und im Süden das Martyrium des heiligen Laurentius.

### Altar
Der Altar der Kapelle wurde 1711 von Stephan Witsch aus Tussenhausen geschaffen. Johann Bergmüller aus dem nahen Türkheim beriet ihn und fasste den Altar. Das Holz ist blau und rot marmoriert. Das Akanthusdekor ist vergoldet. Der Stipes ist dem Rokoko zuzuordnen. Er ist leicht konkav mit abgeschrägten, volutenbesetzten Ecken. Der klassizistische Tabernakel aus der Zeit um 1800 wird von Voluten mit Putten flankiert. Die Rundbogennische darüber ist mit einem Lambrequin behängt. Seitlich des Schweifgesims der Rundbogennische befinden sich Putten. Bekrönt wird der Tabernakel von einem kleinen Kruzifix auf einer Rosette. In der Nische befindet sich das Gnadenbild der Wallfahrtskirche. Es zeigt eine auf gefasstem Holz gemalte Pietà und wurde in der Mitte des 17. Jahrhunderts geschaffen.
Der Altaraufbau ist sechssäulig mit in Dreiecksstellung vorgestaffelten, verkröpften Gebälkstücken mit einem gebauchten Fries. Das Gesims schwingt flachbogig über dem Altarbild hinweg. Das Bild zeigt eine Kreuzabnahme aus dem späten 17. Jahrhundert in einem Schnitzrahmen mit Rocaillen. Unter dem Altarbild befinden sich beiderseits der Nische kleine Muschelnischen mit Engelstatuetten. Je zwei ebensolche Nischen mit Engeln befinden sich darunter in der Predella zu Seiten des Tabernakels. Der dreiachsige Altarauszug ist breit gestaltet. Die Gliederung wird durch gewundene Säulen erreicht. In der Mitte findet sich eine Muschelnische mit Lorbeerrahmen. Darin befindet sich ein geschnitztes Herz Jesu in der Strahlenglorie. In den seitlichen Achsen befinden sich kleine Muschelnischen mit Engeln. Der rechte davon hält ein Schweißtuch. Ganz außen, vor Voluten mit Akanthusverzierung stehen die Figuren der Pestheiligen Sebastian und Rochus. Der abschließende Segmentgiebel ist mit einer Halbfigur Gottvaters, darüber einer Taube sowie Akanthus verziert.

### Figuren
Die Holzfiguren der Kirche sind allesamt gefasst. An den Pilastern und Wänden sind sechs Figuren aus dem zweiten Viertel des 18. Jahrhunderts auf Volutenkonsolen mit Schnitzdekor aufgestellt. Sie zeigen einen jugendlichen Heiligen mit Schwert und einen Heiligen mit Schwert, die rechts und links vom Altar zu sehen sind. Nach F. Zoepf soll es sich dabei um die Heiligen Cosmas und Damian handeln.